# Skanörs kyrka
Skanörs kyrka är en kyrkobyggnad i Skanör. Den tillhör Skanör-Falsterbo församling, tidigare Skanörs församling, i Lunds stift. Även känd som S:t Olofs kyrka, eftersom den är vigd åt Sankt Olof.
Kyrkan är från 1200-talet, även om man hittat rester av en ännu äldre kyrka, möjligen från 1100-talet, nära kyrkans norra mur efter arkeologiska utgrävningar.
Kyrkan byggdes under medeltiden ut i etapper. Under 1300-talet förlängdes den västerut och det södra tornet byggdes, och på 1400-talet ersattes det gamla koret med ett nytt med höga valv och gotiska fönster. Vid denna ombyggnad fick kyrkan också sin krypta. Tillsammans med Lunds domkyrka, Västra Ingelstads kyrka och Dalby kyrka är den ensam i Skåne om att ha krypta.
Den senaste renoveringen skedde 1889–1892, då bland annat golvet lades om med cement, uppgången till predikstolen målades, predikstol fernissades, ugn uppsattes, tre fönster insattes vid läktaren, nya dörrar sattes upp vid västra och södra ingången och stängdes av under läktaren. Exempelvis flyttades gravstenarna på kyrkogolvet ut och sattes utmed kyrkans yttermurar. På 1970-talet togs de ned och flyttades till kryptan. Kyrkoherden Olof Pfaff som ivrade för förbättringarna var lite väl ivrig vid behandlingen av några saker. Kyrkan gjordes i ett gott stånd för dels kyrkans kassamedel och dels ortens emigrerade avlidne grosshandlaren John Nelson (Rosenström) från New Orleans skänkta medel. Även Lundahl-orgeln inköptes för den senares medel som en testamentsgåva ifrån denne. 
Den svenska naturfilmaren Mikael Kristerssons prisbelönta film Falkens Öga är inspelad vid Skanörs kyrka.

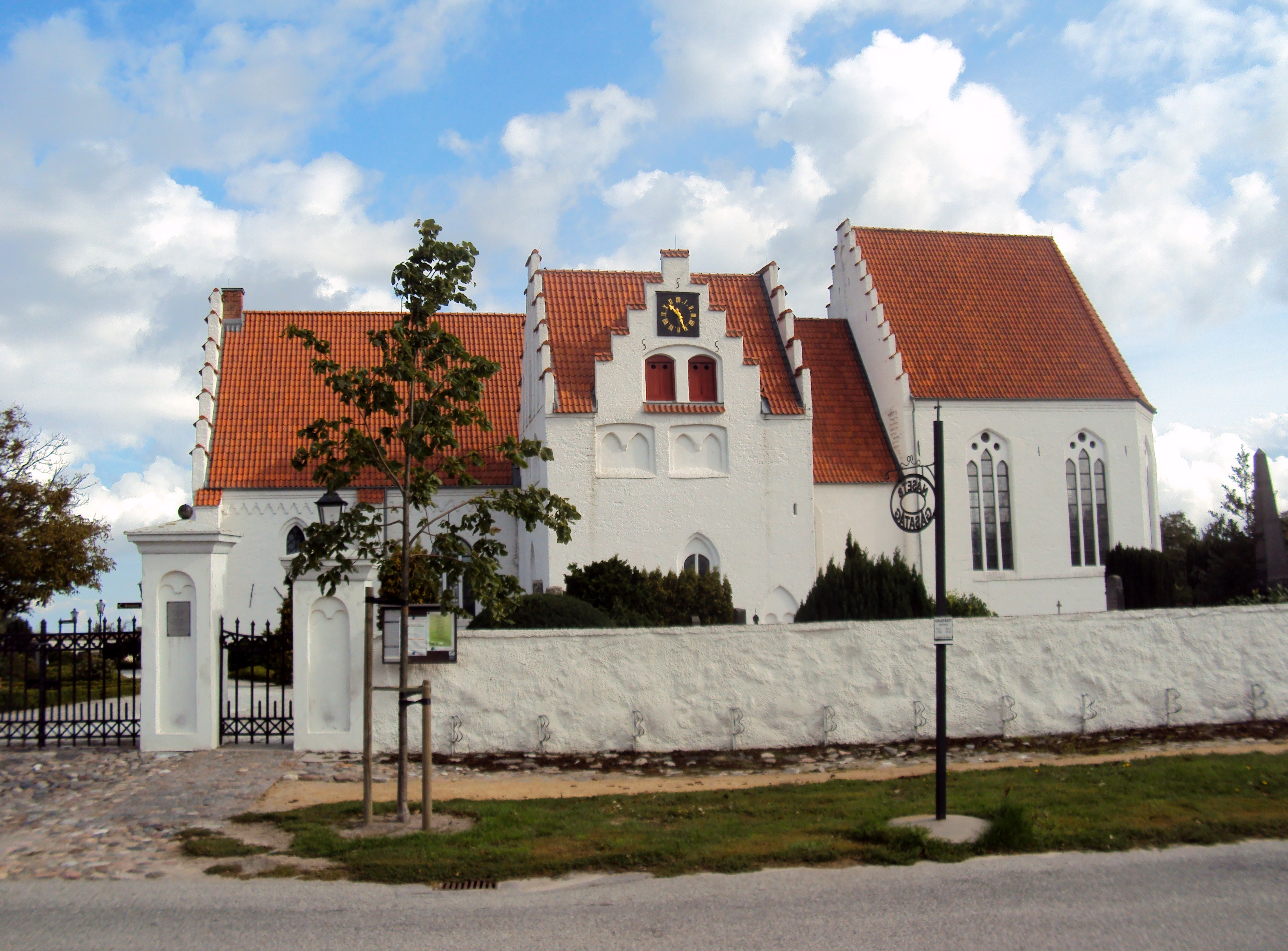
Skanörs kyrka från söder.
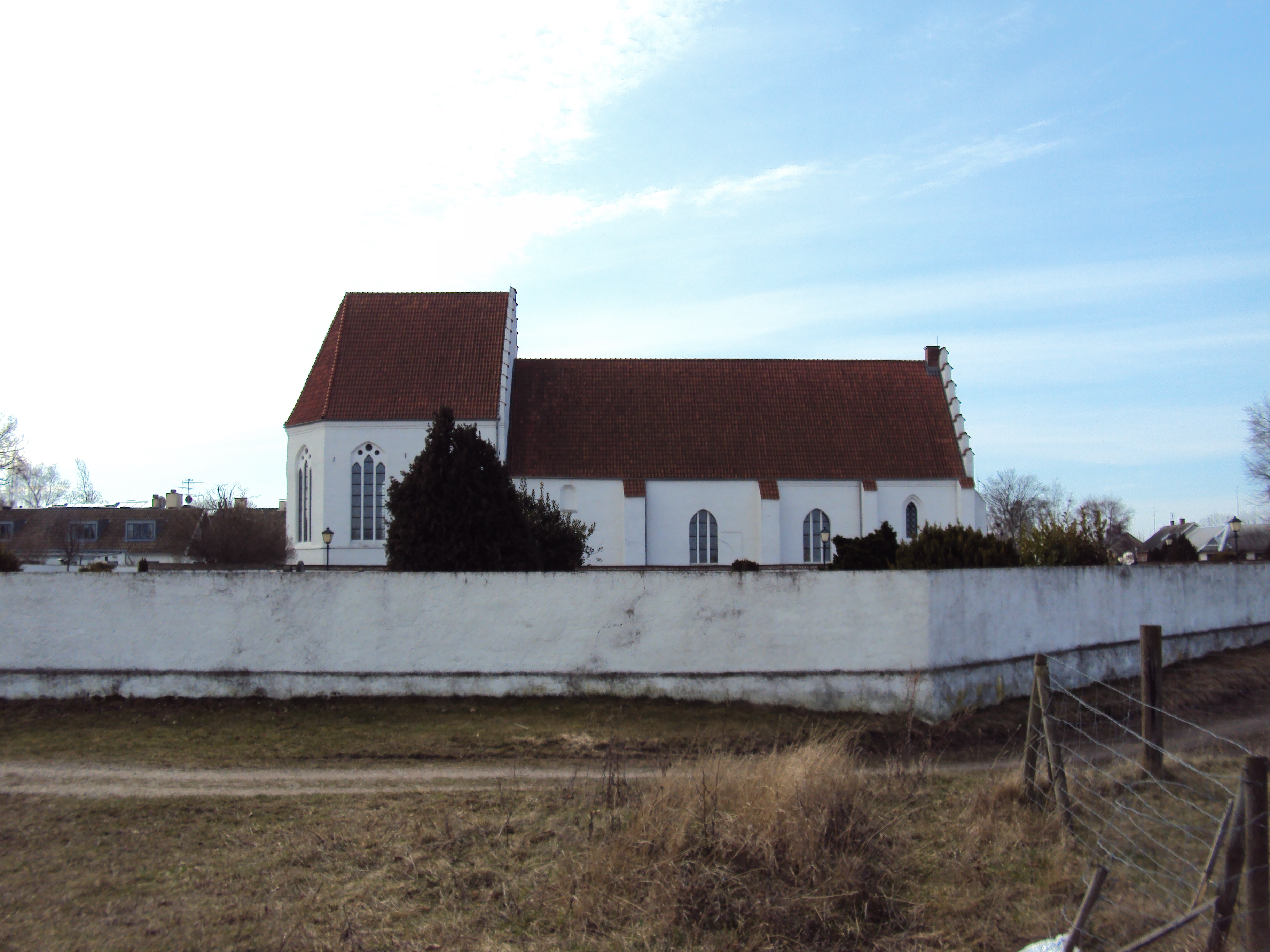
Skanörs kyrka från norr.
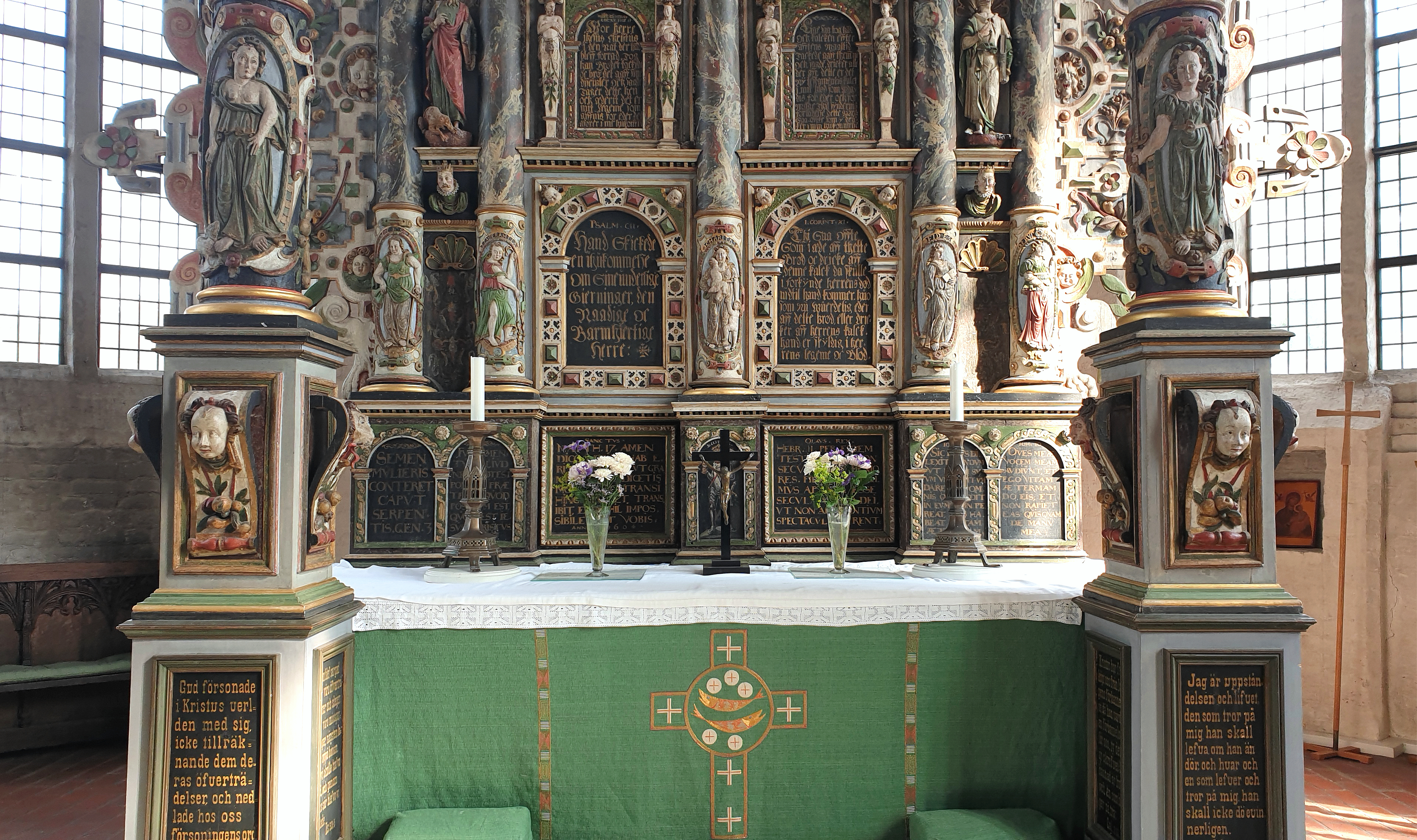
Altare.
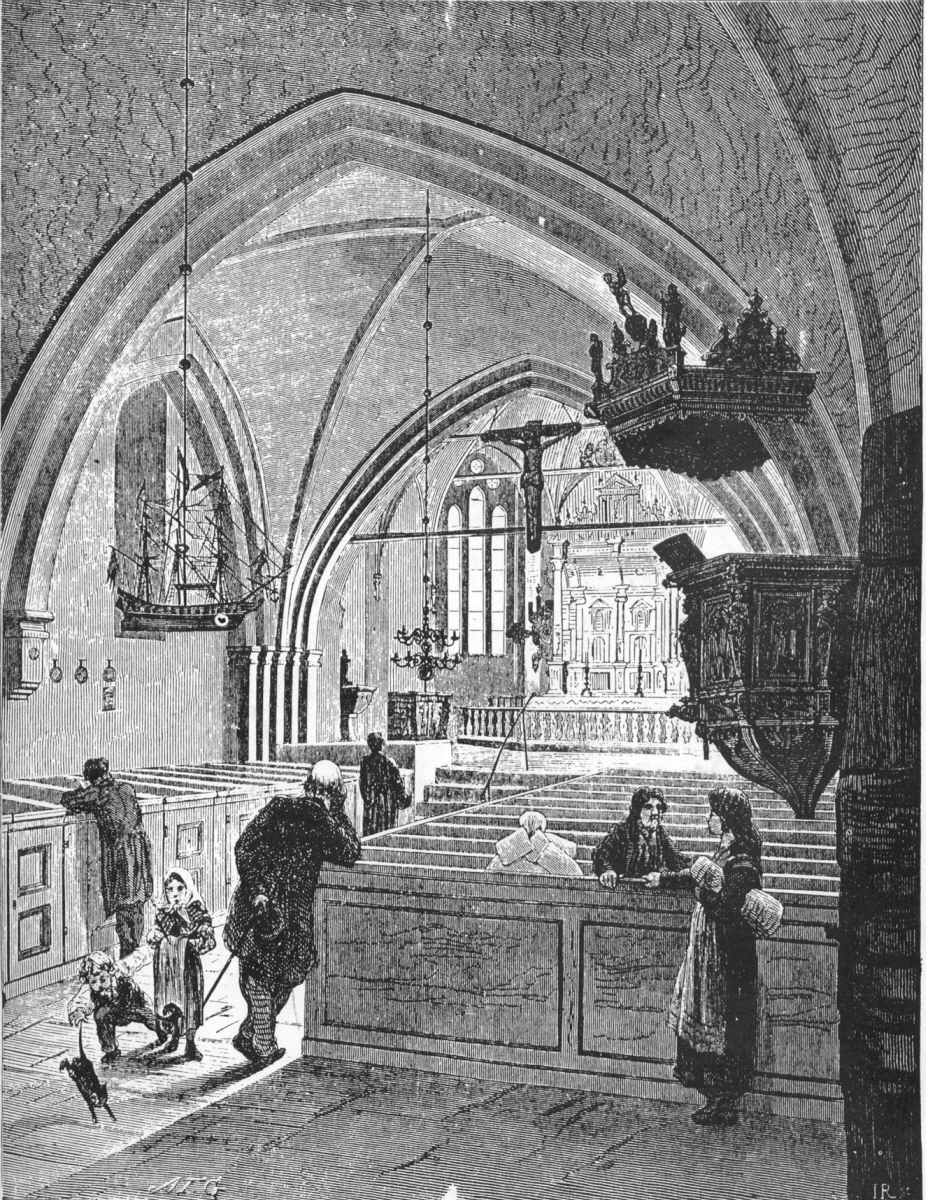
Tecknad interiör, bild från 1867.
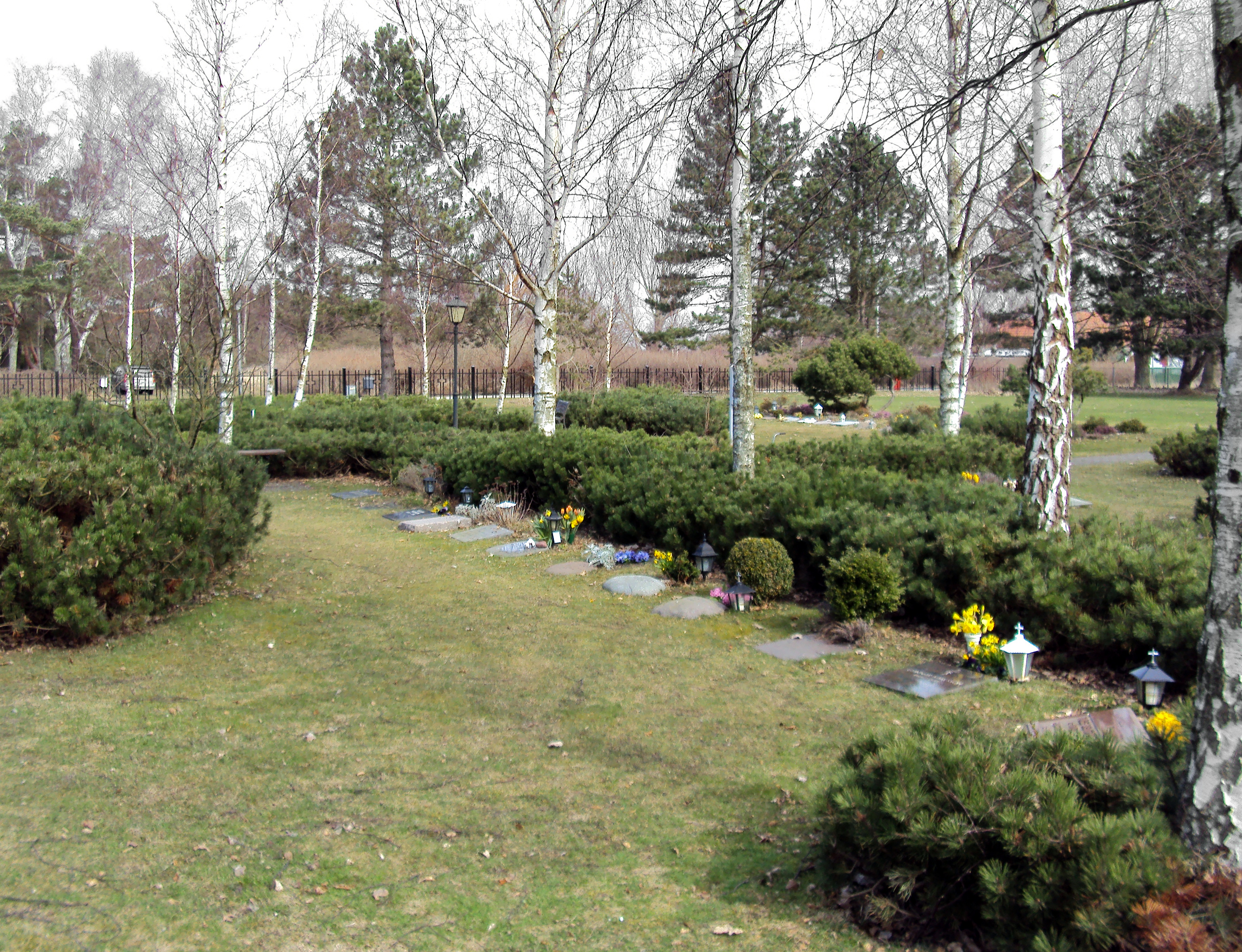
Sankt Olofs nya kyrkogård, som ligger ett par hundra meter ifrån kyrkan.
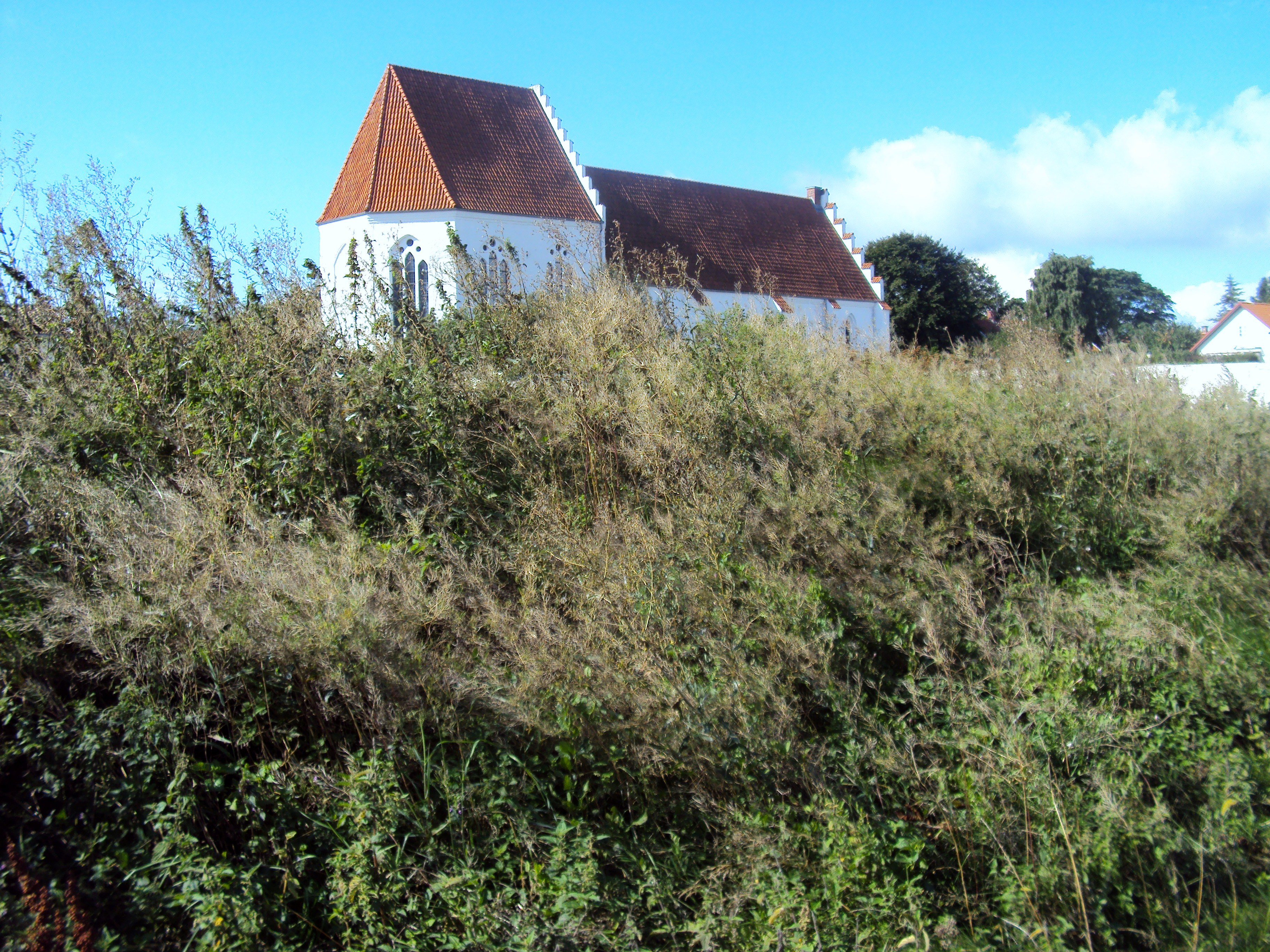
Skanörs kyrka, bakom tångvall
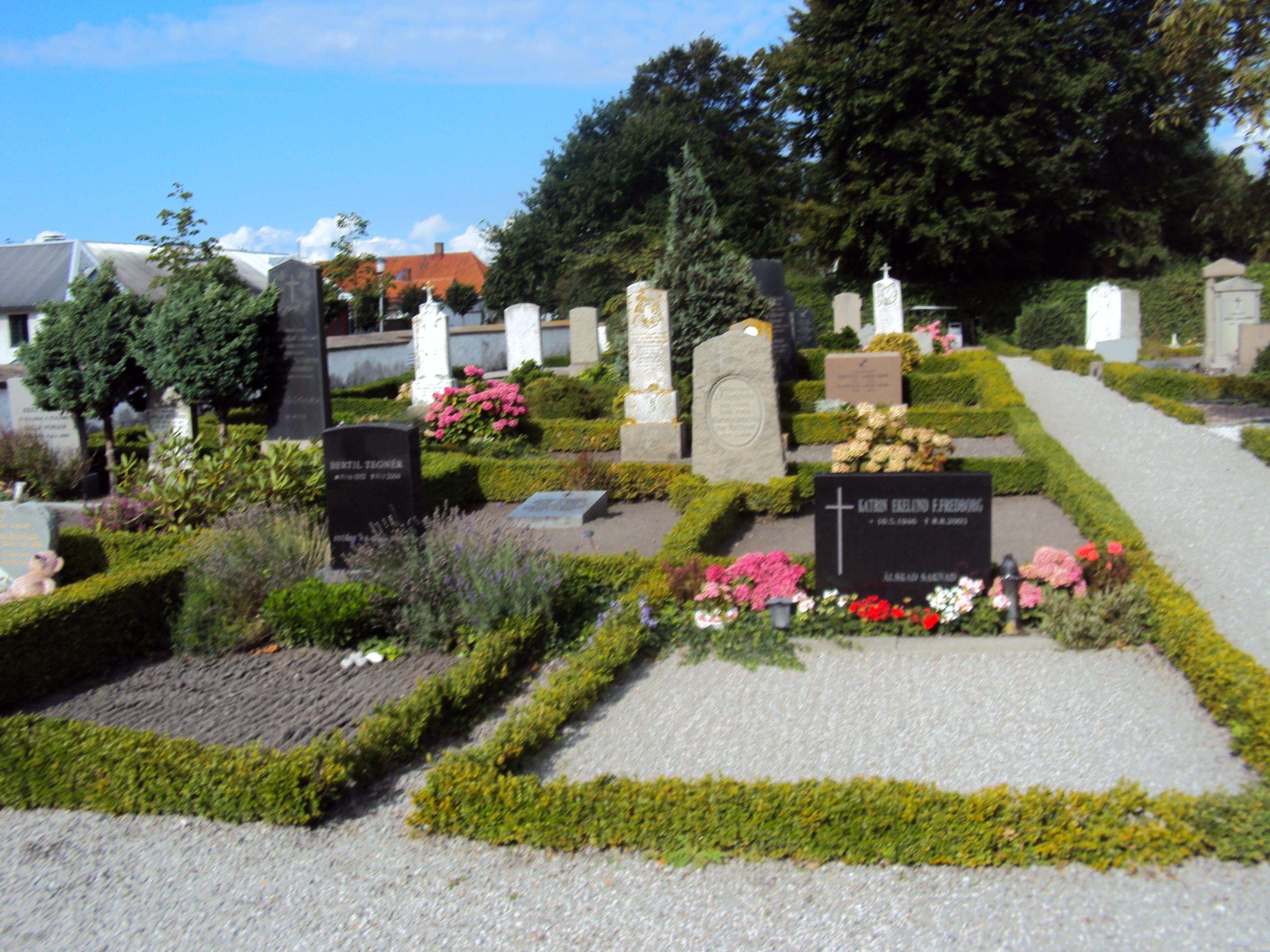
Skanörs kyrkogård

## Orgel
- 1769 byggde Andreas Malmlöf, Malmö en orgel med 10 stämmor.[1]

| Manual         | Pedal        |
| Gedackt 8'     | Bihangspedal |
| Principal 4'   |              |
| Blockflöjt 4'  |              |
| Kvinta 3'      |              |
| Superoktava 2' |              |
| Spetsflöjt 2'  |              |
| Tertian 1 3/5' |              |
| Kvinta 1 1/2'  |              |
| Mixtur II      |              |
| Trumpet 8'     |              |
| Tremulant      |              |

- 1891 byggde Anders Victor Lundahl, Stockholm den första orgeln i Sverige med rörpneumatisk traktur och registratur. Detta möjliggjorde att en tangenttryckning medelst lufttryck skickade direkt till rören. Rören var av zink, oljade inuti och lackerade  utanpå. Det var en lätt touch för både tangenter och koppel vars senare satt uppe vid manualen istället för nere vid fötterna. Inrättningar för förlängning av önskade stämmor fanns även.[2] Invigningen skedde söndagen 6 december 1891.
- 1913 byggde Olof Hammarberg, Göteborg en orgel med 15 stämmor.
- Den nuvarande orgeln byggdes 1969 av Olof Hammarberg, Göteborg och är en mekanisk orgel. Orgeln har ny fasad.

| Huvudverk I     | Svällverk II      | Pedal         | Koppel |
| Principal 8'    | Gedakt 8'         | Subbas 16´    | I/P    |
| Rörflöjt 8'     | Koppelflöjt 4'    | Borduna 8'    | II/P   |
| Oktava 4'       | Principal 2'      | Kvintadena 4' | II/I   |
| Spetsflöjt 2'   | Nasat 1 1/3'      | Fagott 16'    |        |
| Sesquialtera II | Scharf II         |               |        |
| Mixtur III-IV   | Trumpetregal 8'   |               |        |
|                 | Crescendosvällare |               |        |

### Fotnoter
1. ↑  Abrahamsson Hülpers, Abraham (1773) (på Svenska). Historisk Afhandling om Musik och Instrumenter särdeles om Orgwerks Inrättningen i Allmänhet jemte Kort Beskrifning öfwer Orgwerken i Swerige. Västerås: Johan Laurentius Horrn. sid. 250. Libris 2413220
2. ↑  ”Skanör kyrkas nya orgel”. Morgonbladet, notis 3:e kolumn längst ner. 14 november 1891. https://tidningar.kb.se/2684512/1891-11-14/edition/165252/part/1/page/2/?q=orgel%20Lundahl&from=1891-01-01&to=1891-12-31. Läst 22 augusti 2022.